# 包偉銘
包偉銘（英語：Run Bao，1964年7月3日—），本名包小銘，台灣男歌手、主持人、男演員、音樂評論家。

## 早年
包偉銘出生於臺北市。高中畢業。

## 演藝簡歷
1980年代初期出道的包偉銘，1981年加盟金聲唱片，發行首張專輯，其成名曲為《跑！向前跑！》，因擅長跳舞，成為台灣早期少數的偶像歌手代表之一；1983年，包偉銘結束與金聲唱片關係。其後跨入主持圈，在老三台時代一時曾有五個綜藝節目由他主持，同時他也拉拔兩位弟弟包小松、包小柏組成歌舞雙人團體，名噪一時。
到2000年以後、包偉銘仍活躍音樂界電視界，參與大愛劇場和偶像劇的演出，亦以節目主持、歌唱和音樂評論見長。由於觀眾喜愛欣賞他所演唱的《跑跑跑》，每逢錄影，現場要求他即興表演這首成名曲時，即使未充分暖身，他仍然盡力滿足觀眾的要求，當場一個超猛力劈腿；而表演一完畢，現場即以熱烈掌聲與歡呼回報他的敬業。此外他亦有出版高爾夫運動教學書籍與從事餐飲業。
2014年，加盟東聲唱片，發行第4張專輯《La La La》。
2016年，發行第5張專輯《FUN FUN FUN》 。

## 家庭
- 子：包庭政，輔仁大學體育學系畢業，專長是高爾夫球。
- 妻：劉依純，現任國台語歌手，2008年雙方在公益活動認識，交往約６年，2015年9月15日結婚。[3]
- 弟：包小松，家中排行老三，TWlN STAR前成員，現任節目評審與主持人。
- 弟：包小柏，家中排行老么，TWlN STAR前成員，現任節目評審與主持人。

## 音樂作品

### 唱片
| 年 度      | 專輯             |
| ---------- | ---------------- |
| 1981年     | 《跑！向前跑！》 |
| 1982年     | 《夏日情怀》     |
| 1983年8月  | 《海底火箭》     |
| 2014年10月 | 《La La La》     |
| 2016年7月  | 《FUN FUN FUN 》 |

## 演出作品

### 電視劇
| 年 度 | 播出頻道         | 劇 名                | 飾 演                  |
| ----- | ---------------- | -------------------- | ---------------------- |
| 2005  | 大愛電視台       | 明月照紅塵           | 游進源(少年)           |
| 2006  | 東森電視台       | 麻辣一家親           | 江英雄                 |
| 2006  | 華視、東森戲劇台 | 極道學園             | 邪鬼、雷斯特           |
| 2007  | 華視             | 美味關係（特別客串） | 包偉銘                 |
| 2009  | 中視、八大綜合台 | 愛就宅一起           | Tony哥                 |
| 2010  | 公共電視台       | 痞子老情人           | 曾寶國                 |
| 2013  | 民視、八大綜合台 | 原來是美男           | 安士                   |
| 2016  | 中視             | 皇恩浩蕩             | 錢滿（客串演出）       |
| 2021  | 三立台灣台       | 天之驕女             | 包偉銘（特別客串演出） |

### 電影
| 年 度 | 片 名      | 飾 演 | 導 演  |
| ----- | ---------- | ----- | ------ |
| 2023  | 他馬克老闆 |       | 瞿友寧 |

## 主持作品
| 播出頻道              | 節目名稱             | 備註                                   |
| --------------------- | -------------------- | -------------------------------------- |
| 中視                  | 《來電五十》         | 第一代與曹西平主持，第二代與何篤霖主持 |
| 年代MUCH台            | 《包公管不管》       | 與包小松、包小柏主持                   |
| 台視                  | 《歡樂大酒店》       |                                        |
| 台視                  | 《我秀我秀我秀秀秀》 |                                        |
| 中視                  | 《今宵一路發》       |                                        |
| 中視                  | 《一箭發飆》         |                                        |
| 中視                  | 《周日大綜藝》       |                                        |
| 華視主頻              | 《風華绝代》         |                                        |
| 民視無線台            | 《來電逍遙遊》       |                                        |
| 客家電視台            | 《客家玩透透》       |                                        |
| 高點電視台            | 《戀戀向前行》       |                                        |
| Super X               | 《銘麗雙收》         |                                        |
| 台視八大綜合台Netflix | 《嗨！營業中第5季》  |                                        |

## 外部連結
- 包偉銘的新浪微博
- 包偉銘的Facebook專頁
- 包偉銘的Instagram帳戶